# Bulldogs de Drake
Les Bulldogs de Drake sont un club omnisports universitaire de l'Université Drake, à Des Moines dans l'Iowa. Les équipes des Bulldogs participent aux compétitions universitaires organisées par la National Collegiate Athletic Association.
Les équipes évoluent au sein de la Missouri Valley Conference.

## Basket-ball

### Équipe masculine
L'équipe masculine dispute à quatre reprises le championnat final de la NCAA. En 1969, l'équipe dispute le Final Four, s'inclinant en demi-finale face aux Bruins d'UCLA de Lew Alcindor, futur Kareem Abdul-Jabbar. L'année suivante, en 1970, Drake est éliminée en finale régionale, ou Elite eight, s'inclinant face aux Aggies de New Mexico State. En 1971, ils sont de nouveau éliminé en finale régionale, par les Jayhawks du Kansas. En 2008, ce sont les Hilltoppers de Western Kentucky qui éliminent Drake au premier tour.
Drake remporte le titre de champion de la Missouri Valley Conference, en 1935, 1936, 1939, 1964, 1969, 1970, 1971, 2008 pour la phase régulière, et en 2008 pour le tournoi final de la conférence.

### Équipe féminine
L'équipe féminine, qui dispute sa première saison en 1974-1975, obtient son meilleur résultat lors du championnat NCAA de basket-ball féminin en 1982, s'inclinant en finale régionale face aux Terrapins du Maryland. Elle dispute également en demi-finale régionale en 2002, rencontre perdue face aux Gamecocks de la Caroline du Sud. Elle dispute également le tournoi final en 1984, 1986, 1995, 1997, 1998, 2000, 2001 et 2007.
Drake remporte le titre de champion de la Missouri Valley Conference, en 1995, 1997, 1998, 2000, 2007 et dispute la finale en 2001, 2002, 2004, 2008, 2012.

## Football américain
L'équipe de football américain, qui dispute sa première saison en 1893, joue en indépendant jusqu'en 1906, puis évolue au sein de la Missouri Valley Conference de 1907 à 1951. À partir de 1952 et jusqu'en 1970, l'école joue de nouveau en indépendant avant de retrouver la Missouri Valley Conference de 971 à 1985. À partir de 1992, l'école joue au sein de la Pioneer Football League.
Drake remporte le titre de champion de la Missouri Valley Conference en 1928, 1929, 1930, 1931, 1933, 1972, 1981 .
Elle remporte trois Bowl, le  Raisin Bowl en 1945, le Salad Bowl en 1948, le Gridiron Classic en 2007 et perd le Sun Bowl en 1957. L'équipe remporte deux NCAA Division III National Football Championship, aussi appelé Stagg Bowl, en 1980 et 1989, échouant en finale en 1951, 1981, 1987 et 1991.